# Drassodes tortuosus
Drassodes tortuosus är en spindelart som beskrevs av Tucker 1923. Drassodes tortuosus ingår i släktet Drassodes och familjen plattbuksspindlar. Inga underarter finns listade i Catalogue of Life.